# 2023年竹北氣爆事故
2023年竹北氣爆事故是2023年6月24日上午8時後至25日凌晨間，發生在中華民國新竹縣竹北市的石化氣爆炸事件。當日上午8時許，竹北市壓力監控出現異常，陸續接獲多處瓦斯外洩和住宅火警案件，氣爆造成多處民宅和商家受損，超過76人需要安置。當日晚間，在主要受災區域附近再次被通報疑似有瓦斯洩漏，新竹縣消防局和新竹瓦斯公司在晚間9點31分趕抵現場，測得現場瓦斯濃度高達2萬ppm，直至晚間11時半，室內瓦斯濃度才降低到100ppm以下。

## 事件經過
新竹縣消防局表示，在當日上午8時14分開始警方及消防接獲大量通報，報案線路均被佔線，竹北市有6個里多處通報瓦斯外洩，過濾後總共有15件是瓦斯外洩，12件住宅火警。隨後於上午8時31分接獲位於中正東路一棟大樓發生氣爆案件，救護車在上午8時41分抵達。隨後，消防局表示民眾通報竹北市十多處聞到瓦斯異味，範圍包含台元街、三民路、和平街、文化街、光明二街、建國街、仁義路、博愛街、中山路等地區。
在此次事件中，最重的傷者為一名十六歲的陳姓少年，為中正東路「帝王至尊」大樓的住戶。事發時他正在睡眠，其護理師的母親第一時間緊急替其沖洗冷水，最後因救護車仍未抵達現場，自行至東元綜合醫院急診，隨後轉往林口長庚醫院治療。消防人員抵達現場後，進行逐層搜索，分別從9樓救出5人、11樓救出7人，但基於安全考量，新竹縣政府表示居民暫時全數外宿直至新竹瓦斯公司完成結構安全檢測。

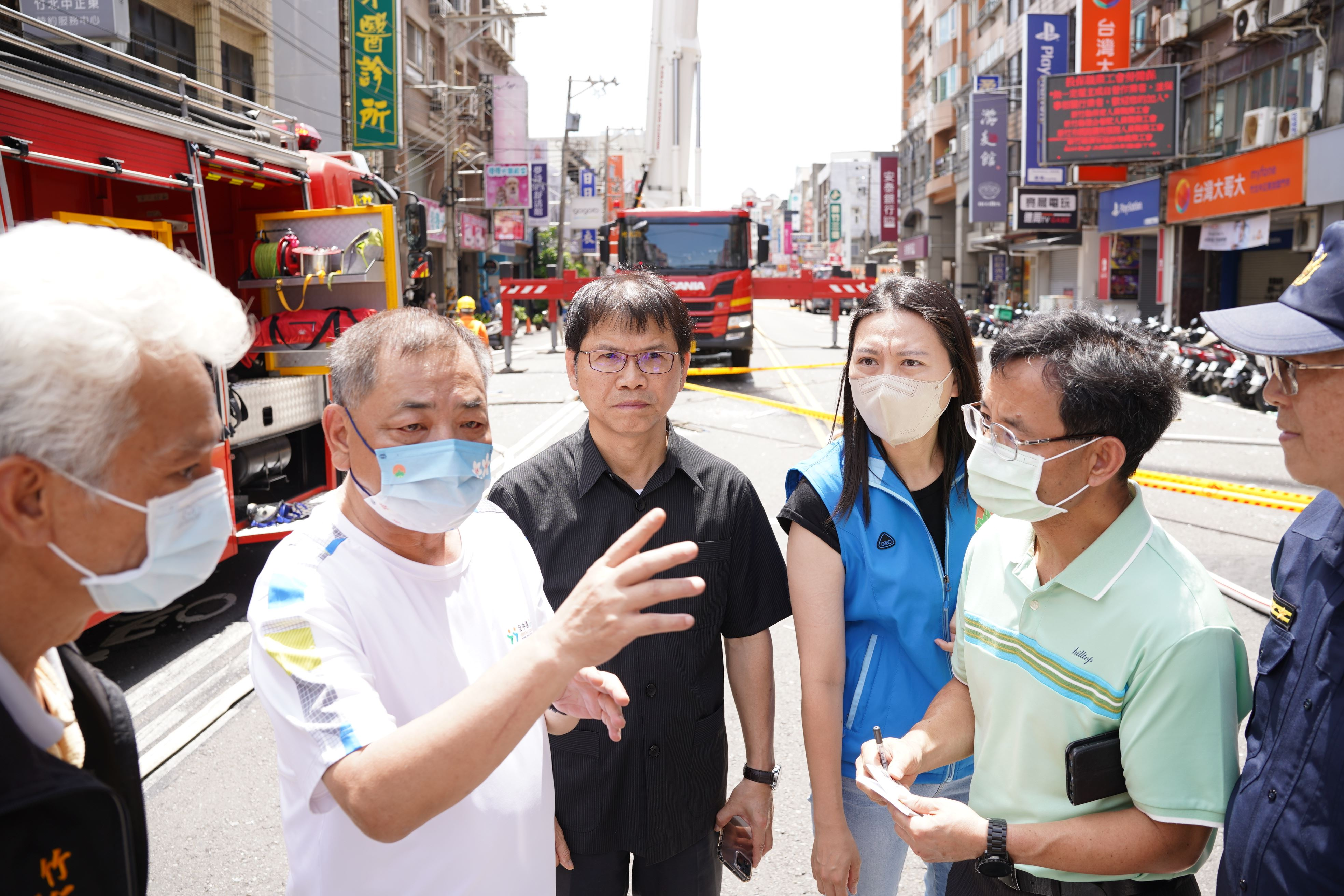
新竹縣副縣長陳見賢視察氣爆現場
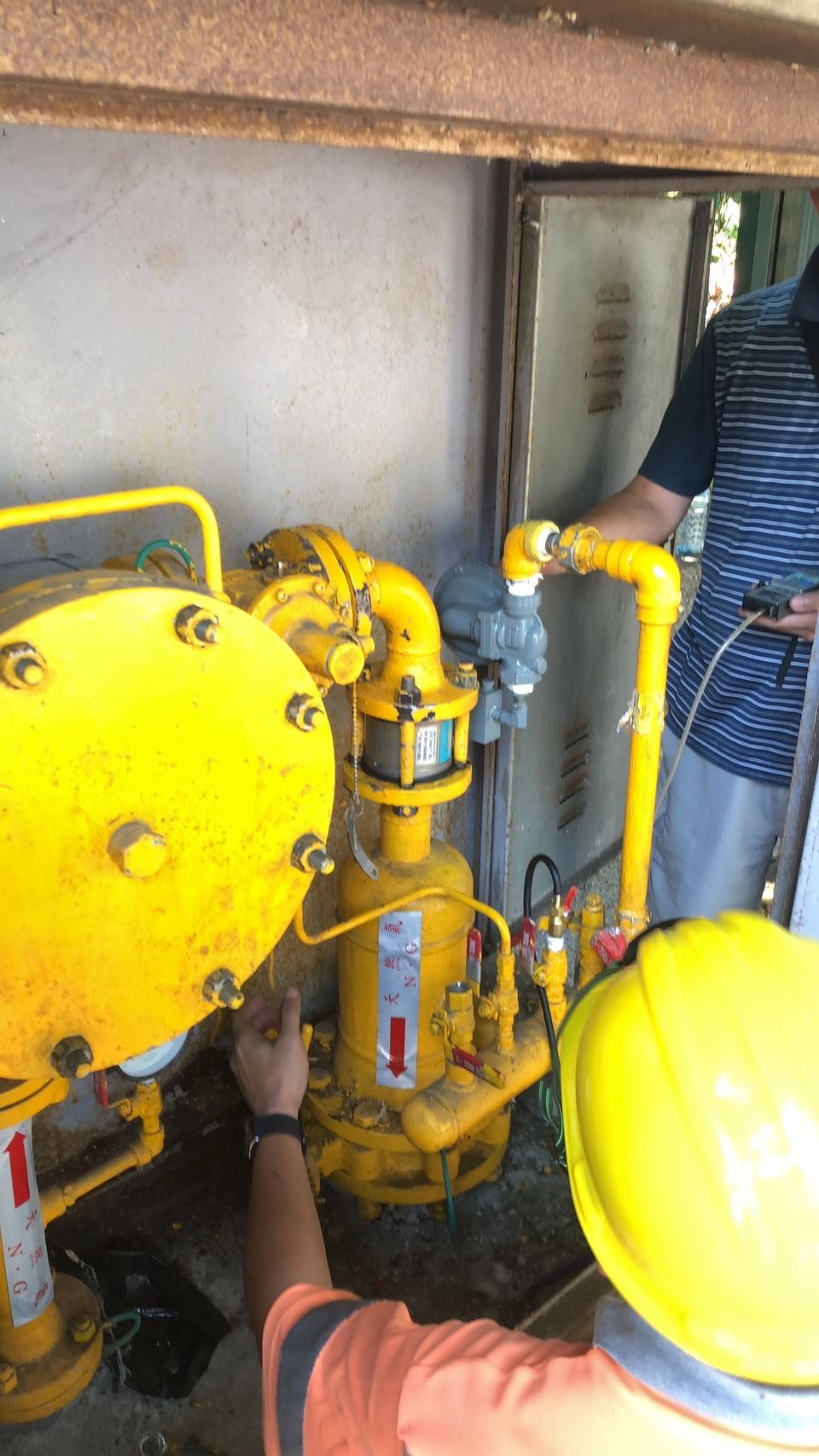
爆破事故管線搶修過程
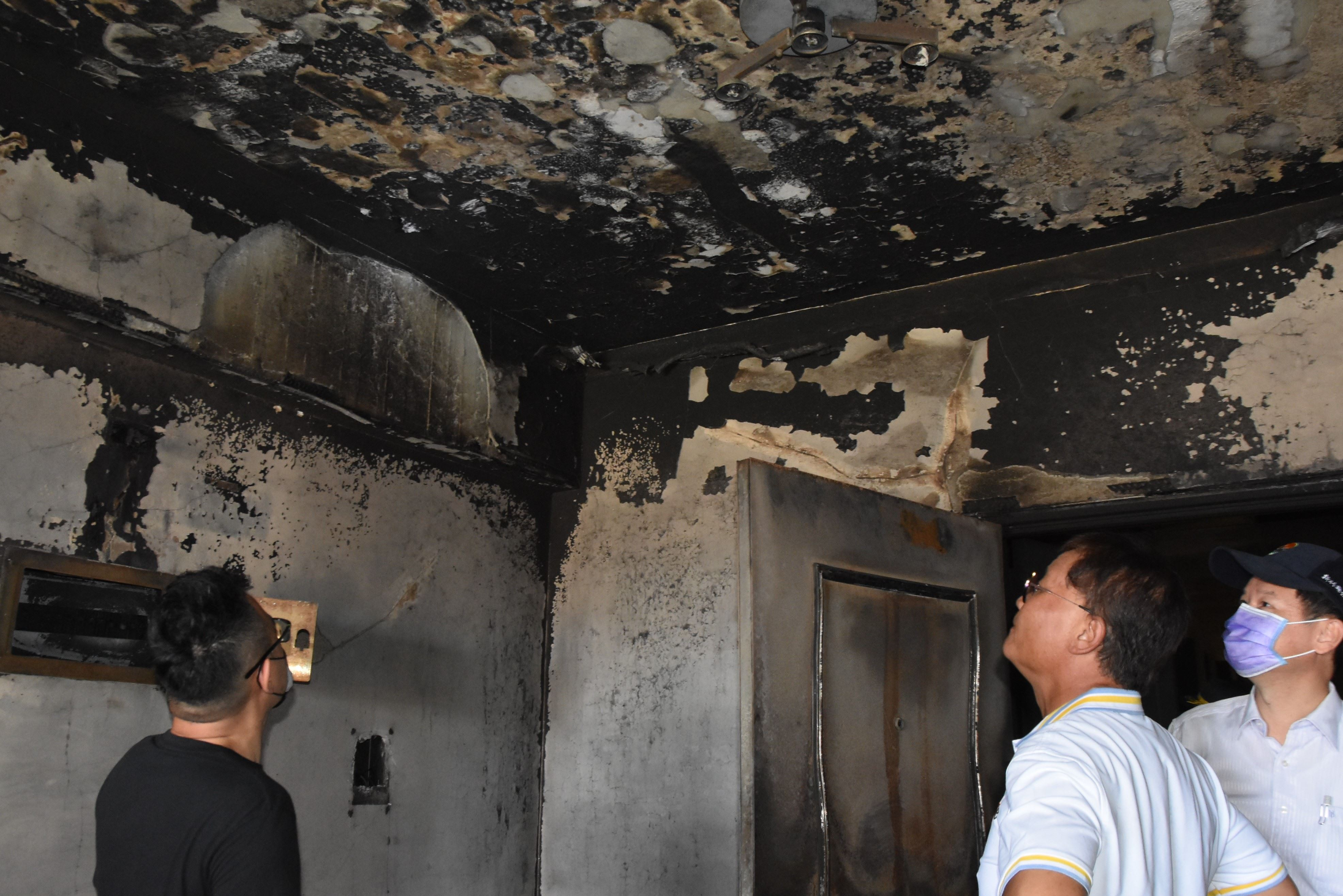
土木技師前往受影響住戶進行結構安全檢測

## 事後處理
新竹瓦斯公司副總劉顯榮在事件發生後表示，民眾在開瓦斯時，要檢查壓力會不會過大，遭民眾反駁「我們怎麼會知道」。而鄰近的新竹市政府在事件發生後，指示消防局、產發處立即清查全市供氣系統，與新竹瓦斯公司確認後無相關問題，瓦斯供應正常，新竹瓦斯公司針對鄰近的新竹市表示其與新竹縣竹北地區供氣系統是分開的，並不互相影響。竹北市長鄭朝方表示截至當日晚間9時45分，竹北市公所完成聯繫50戶153人，安置人數近40人。
新竹縣消防局隨後在6月25日表示其於前日下午至該日上午，透過五用氣體探測器，逐戶檢測是否有殘留瓦斯氣體，新竹瓦斯公司則於同日表示已與苗栗縣竹建瓦斯7人、欣桃瓦斯7人、中油10人等，支援針對竹北市多處社區瓦斯、用氣狀況展開管線檢測，並取得住戶同意免費更換微電腦瓦斯表。新竹瓦斯公司在此次事件後，於6月26日與中華民國公用瓦斯事業協會合作，前往受影響社區檢測居民用氣安全，並表示已進行完成超過800戶安檢。

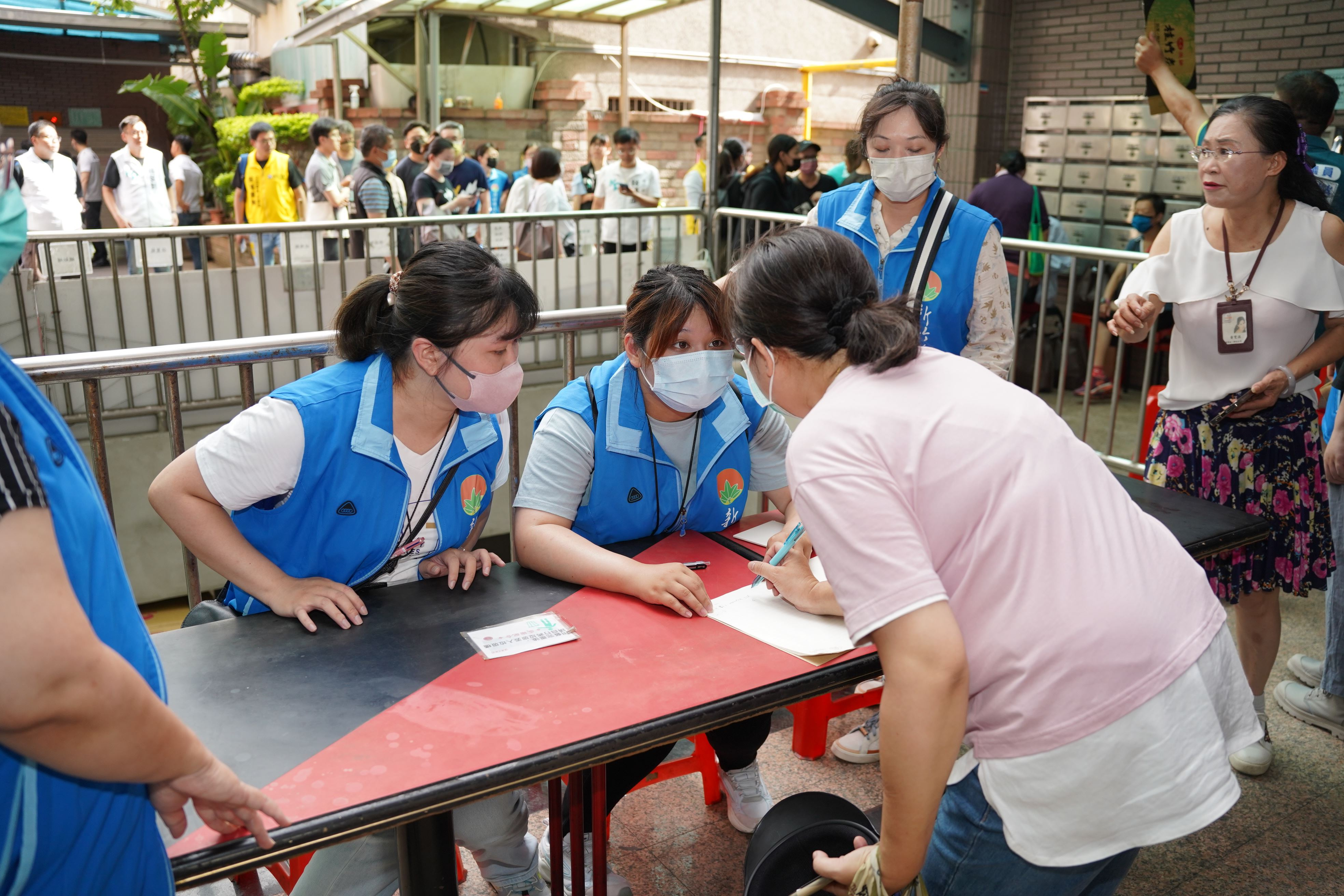
社會處人員調查受災戶的安置需求
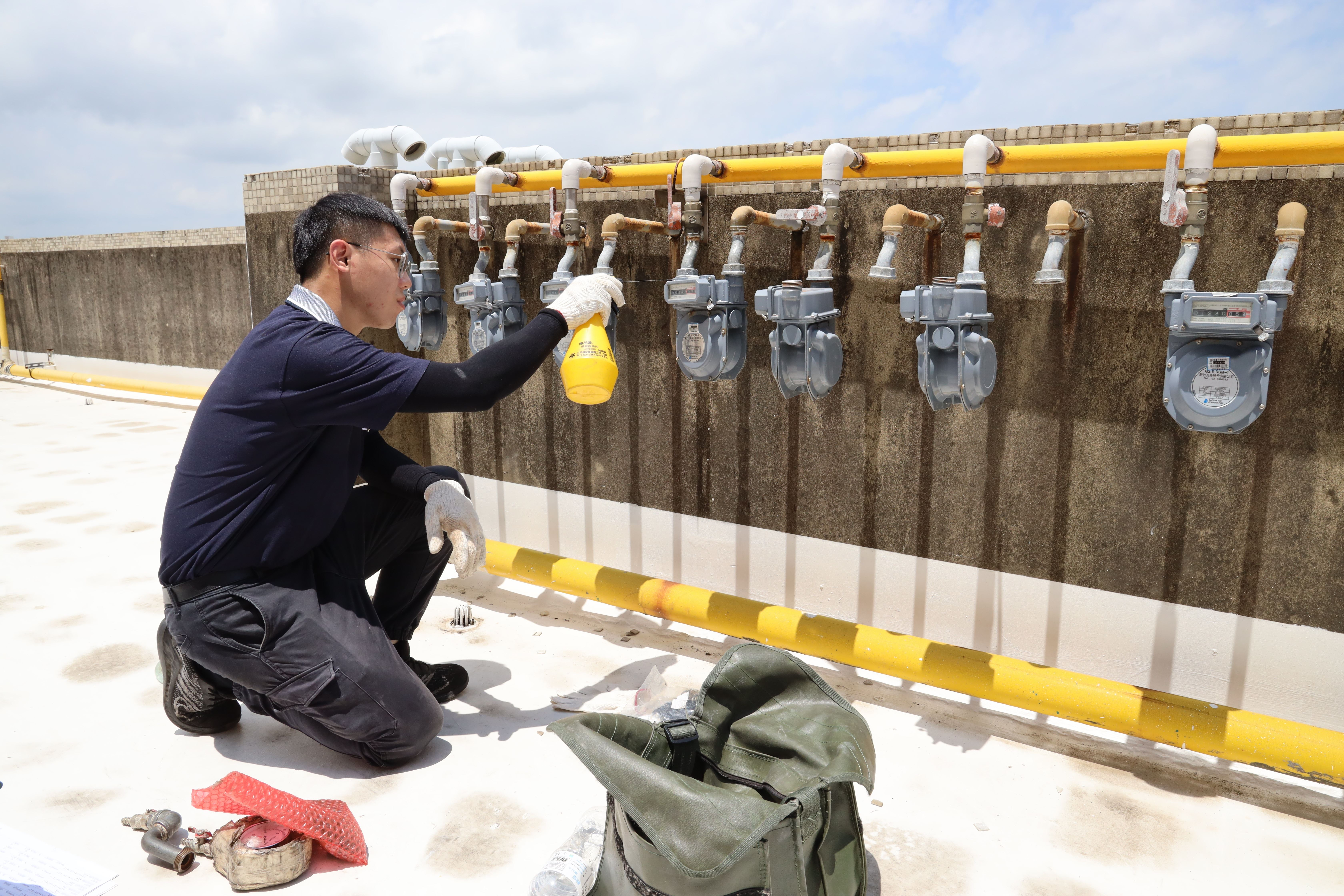
瓦斯公司人員檢測天然氣管線設備

## 後續究責

### 法律責任
新竹地檢署在事發當天已指派專責檢察官，主動朝公共危險方向偵辦，並於同日晚間表示已在第一時間指示新竹縣政府警察局竹北分局蒐集發生氣爆原因的相關資訊，並分「他」字案由檢察官依法偵辦，隨後於次日帶隊重返氣爆戶初步調查事發原因。新竹地檢署主任檢察官鄒茂瑜表示，真正起火原因仍需待消防局火場調查完畢，綜合事證提出完整火調報告，做為檢調偵辦依據。
新竹縣副縣長陳見賢在事發當日表示，將協助災民申請國賠，並將此案定調為意外事件，隨後於6月26日表示當時還未釐清原因之前就說是「工安意外」，可能有不當的發言，因此他要向社會大眾致歉。新竹縣長楊文科則表示，新竹縣政府會負起一切的責任，處理災後復建的措施，包含人員受傷的醫療、復健及心理諮商費用，財產損失也會照單處理。新竹瓦斯公司總經理邱世昌於6月27日表示，會對大樓受災戶每人加發5000元慰問金，每戶以5人為限，並將每人每日安置補償自1200元提高為2000元且預付14天。
後續新竹瓦斯公司賠償1.1億元，並與所有住戶和解。新竹地檢署2025年5月22日偵查終結，起訴時任新竹瓦斯公司經理等3人，而新竹瓦斯公司也發聲明致歉。

### 政治責任
事發當日，新竹縣長楊文科表示災害應變中心以三級開設但並未坐鎮指揮，一度傳出其確診，後又指出有既定行程，馬上出現，但最終於當日晚間9時從日本搭機返台，而傳出確診說的新竹縣副縣長陳見賢表示當時不知道縣長下落因此那樣回應。民主進步黨籍新竹縣議員歐陽霆在臉書公布楊文科在日本打高爾夫球的畫面，並質疑「出國就出國，到底為什麼要騙大家是確診？」，新竹縣政府指出，新竹縣長楊文科一得知事故狀況，就馬上改行程回台灣，並強調出訪日本是「自費公差」，而新竹縣長楊文科對此回應表示，自己確實在上週確診，是趁端午連假出國，是早早安排的行程，沒有隱瞞。新竹縣政府新聞處長魏文元則指出，新竹縣政府從未也不需要隱瞞縣長楊文科出國行程，並表示新竹縣長楊文科在20日的主管會報上公開宣布21日到25日請假，全程都有媒體記者在場。
在此次事件後，新竹縣地方發起罷免楊文科運動，台灣綠黨籍前新竹縣議員余筱菁表示，新竹縣長楊文科在面對過去包含竹北天坑事件、湖口生命園區案，以及到日前發生的竹北氣爆等，都讓民眾對楊文科感到心灰意冷，並表示罷免行動也非她發起，而是民意所自發。新竹縣政府新聞處長魏文元則受訪回應，其並不清楚罷免的原因與目的。

## 相關事件
在竹北發生瓦斯外洩後，中國國民黨籍前湖口鄉民代表萬正英表示，在湖口鄉勝利路和永安街口、鐵騎橋旁也被檢出瓦斯漏氣，新竹縣府消防局第3大隊新工分隊在今天下午3點35分獲報到場檢測，並沒有檢測到瓦斯漏氣，隨即撤隊，新竹瓦斯公司下午5時許抵達，現場檢測濃度高達3700ppm，確定為瓦斯外洩，無立即性危險，但因人員皆在竹北搶修而無法即時處理，僅能請民眾不要靠近附近區域，也不要在附近使用任何火源，新竹縣政府則指出該地點的瓦斯外洩已由搶修承攬商進行修繕，湖口瓦斯外洩案與竹北案件無關聯性。